# Legge sulla bandiera e inno nazionale giapponese

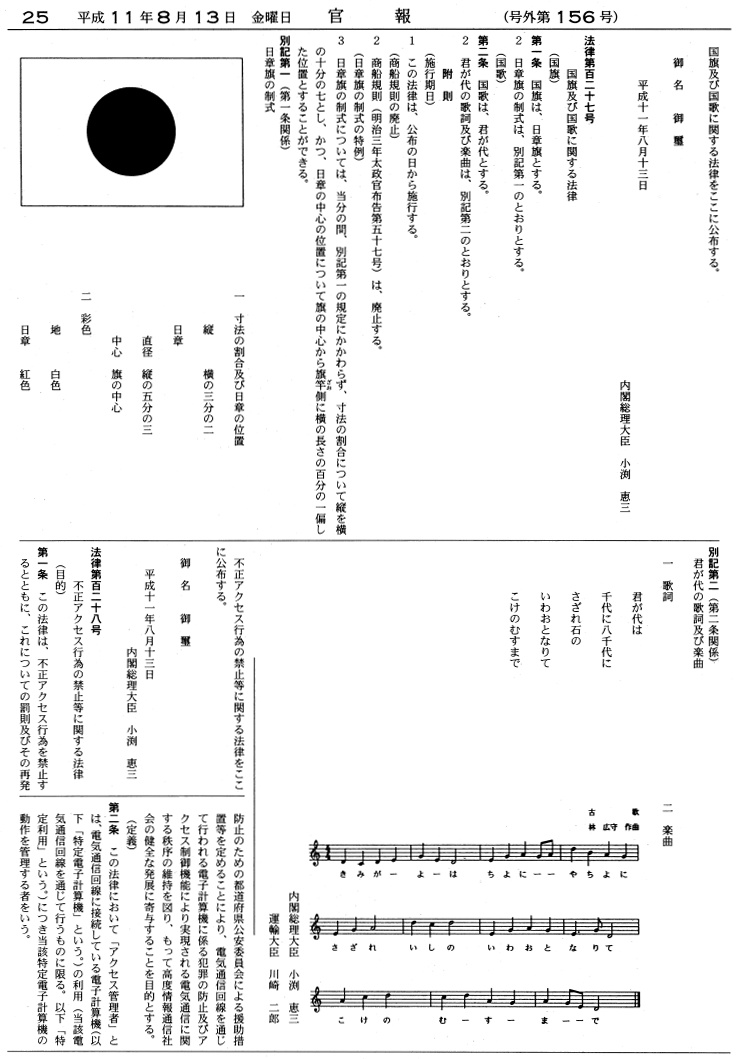
La legge pubblicata sulla Gazzetta Ufficiale il 15 agosto 1999

La legge sulla bandiera e inno nazionale (国旗 及び 国歌 に関する 法律?, Kokki Oyobi Kokka ni Kansuru Hōritsu), abbreviato in Kokki Kokka-Hō (国旗国歌法?), è una legge che ha formalmente istituito l'uso della bandiera e dell'inno nazionale in Giappone. Prima della sua ratifica, il 13 agosto del 1999, non vi era una bandiera o un inno ufficiale nel Paese. La bandiera nisshōki (日章旗?), comunemente chiamata hinomaru (日の丸? "cerchio del sole", "disco solare"), rappresentò comunque la bandiera giapponese non ufficiale fin dal 1870; Kimi ga yo (君が代?) fu usato come inno giapponese de facto fin dal 1880. Dopo la sconfitta giapponese nella seconda guerra mondiale, si suggerì di usare la hinomaru e Kimi ga yo come i simboli ufficiali nazionali giapponesi. Tuttavia, un primo tentativo di approvare una legge che li avrebbe posti come tali fallì nella Dieta nel 1974, a causa dell'opposizione dell'Unione degli insegnanti giapponesi che ancora vedeva un collegamento tra l'uso della hinomaru e la parentesi militaristica nipponica. Soltanto a seguito del suicidio di un preside di una scuola a Hiroshima, durante una disputa sull'uso dei simboli durante le cerimonie scolastiche, le parti in causa riuscirono a trovare un accordo.
Dopo un voto nelle camere della Dieta, la legge fu approvata il 9 agosto 1999 e fu promulgata quattro giorni dopo, considerata una delle più controverse leggi approvate dalla Dieta. Il dibattito sulla legge fece emergere una spaccatura nella leadership del Partito Democratico del Giappone (DPJ), oltre a minare la compattezza del Partito Liberal-democratico (LDP) e dei partner della coalizione. L'approvazione della legge fu accolta con reazioni contrastanti: mentre alcuni giapponesi esultarono, altri ritennero che fosse stato compiuto un passo verso la restaurazione del nazionalismo. Nei paesi che il Giappone aveva occupato durante la seconda guerra mondiale si ebbe la sensazione che il passaggio della legge, insieme ai dibattiti sulle leggi riguardo alle questioni militari e quelle relative al santuario Yasukuni, avesse segnato la svolta del Giappone verso l'estremismo di destra. Le regole e disposizioni del governo presentate agli albori della legge, soprattutto quelle presentate dalla Tokyo Board of Education (la commissione per l'educazione a Tokyo), furono addirittura contestate in sede giudiziaria da alcuni giapponesi per dei conflitti con la costituzione giapponese.

## Testo della legge
La legge stabilì che la nisshōki divenisse la bandiera nazionale, e che il Kimi ga yo fosse l'inno nazionale. I dettagli sui due simboli furono indicati nelle appendici, incluse specificazioni sullo stile della bandiera e sulla scrittura degli spartiti dell'inno. La legge non previde nulla riguarda all'uso o trattamento di ciascun simbolo lasciando a ciascuna agenzia e ministero nazionale e prefetturale il compito di creare le proprie regole. Infatti se fossero state implementate delle regole sull'uso dei due simboli nella legge, non ci sarebbe stato abbastanza consenso nella Dieta perché passasse.

### Disposizioni sulla bandiera

Diagramma illustrante le posizioni, dimensioni e proporzioni degli elementi nella bandiera.

I dettagli di costruzione ed il disegno della bandiera si trovano nella prima appendice. La proporzione complessiva della bandiera è di 2:3 tra lunghezza e larghezza. Il disco rosso è esattamente al centro ed il suo diametro è uguale a tre quinti della lunghezza della bandiera. Ad ogni modo, la legge del 1999 concesse l'uso continuato di bandiere fatte a mano con le proporzioni stabilite nella Proclamazione del Primo Ministro n.57 del 1870, stabilente delle proporzioni 7:10, col disco rosso decentrato d'un centesimo della bandiera verso il alto sinistro. Lo sfondo della bandiera è bianco, ed il disco rosso, ma le sfumature esatte non furono indicate nella legge del 1999. I successivi chiarimenti del governo affermarono semplicemente che il rosso fosse di colore scuro. Ulteriori chiarimenti del Ministro giapponese della Difesa, nel 2008, definirono le sfumature del rosso. Durante una riunione della Dieta riguardo a questo, fu suggerito d'usare od un rosso brillante (赤色 (aka iro?)) od una sfumatura scelta tra quelle proposte dalla Japanese Industrial Standards.

### Disposizioni sull'inno
I testi e la spartitura dell'inno sono mostrati nella seconda appendice. Il testo della legge non cita una specifica persona per i testi o la musica, ma nelle note si ringrazia Hiromori Hayashi per l'arrangiamento musicale. Comunque, si pensa che Yoshiisa Oku ed Akimori Hayashi (figlio di Hiromori) sia autore della musica; l'Hayashi più anziano vi pose il suo nome in quanto loro supervisore e Capo Musicista della Corte Imperiale. La canzone probabilmente s'ispirò  ad una melodia occidentale di Franz Eckert, e venne usata fin dal 1880. I testi sugli spartiti sono in hiragana, e non si parla del tempo musicale per l'arrangiamento vocale. Viene suonato col modo dorico ed in quattro quarti.